# Корисні копалини Нікарагуа
Корисні копалини Нікарагуа

## Загальна характеристика
Нікарагуа порівняно бідна корисними копалинами. В північній частині країни є промислові поклади залізняку, родовища свинцевих руд, вольфраму і цинку. Осн. значення для економіки країни мають родов. золота, срібла, поліметалів (табл.). Крім того в Нікарагуа є родовища індустріальних мінералів — бентоніту, вапняку, гіпсу, каоліну, цеоліту, пемзи і виробних каменів.
Таблиця. Основні корисні копалини Нікарагуа станом на 1999 р.
| Корисні копалини | Запаси       | Запаси   | Вміст корисного компоненту в рудах, % | Частка у світі, % |
| Корисні копалини | Підтверджені | Загальні | Вміст корисного компоненту в рудах, % | Частка у світі, % |
| Золото, т        | 70           | 180      | 5 г/т                                 | 0,1               |
| Мідь, тис. т     | 35           | 35       | 0,62 (Cu)                             |                   |
| Свинець, тис. т  |              | 40       | 1,8 (Pb)                              |                   |
| Срібло, т        | 500          | 700      | 20 г/т                                | 0,1               |
| Цинк, тис. т     | 150          | 200      | 8,1 (Zn)                              | 0,1               |

## Різновиди корисних копалин
Залізо. Родов. залізняку Монте-Кармело знаходяться у сх. частині країни. Потужність скарнових порід 15-25 м. Гол. рудні мінерали — магнетит і гематит. Вміст Fe в рудах 60-70 %, фосфору і сірки — низькі. Запаси руди 25-30 млн т.
Титан. Прибережно-морські розсипи титанових руд (ільменіту) відомі на Тихоокеанському узбережжі.
Вольфрамове і молібденове зруденіння (родов. Макуелісо-Робледаль) встановлене в півд. частині гранітоїдного масиву Діпільто. Серія кварцових жил має круте падіння і протяжність 300—700 м при потужності від дек. см до 1 м. Крім вольфраму і молібдену присутні мідь, олово, свинець, арсен.
Родов. золото-срібних руд належать до Центральноамериканської золоторудної провінції. Золоторудні жильні родов. Мурра, Сан-Альбіно, Ель-Гольфо, Тельпанека і інші локалізовані в теригенних утвореннях підняття Діпільто. Потужність жил 0,6-4 м. Зруденіння зафіксоване по вертикалі обл 500 м. Сер. вміст бл. 10 г/т. Понад 20 золото-кварцових родов. є в межах Центральноамериканського вулканічного поясу. Жили і зони мінералізації приурочені до складних тріщинуватих систем. На Центральнонікарагуанському піднятті найбільші золоторудні родов. — Сьюна і група родов. району Бонанса. Пром. вміст в рудах золота встановлений на глиб. до 650 м. Срібні руди присутні у всіх золоторудних родов.
Родов. мідних руд представлені скарновою і гідротермальною генетичними групами. Родов. Росіта приурочене до скарнових вапняків в покрівлі масиву гранітоїдів з потужною зоною окиснення. Осн. рудні мінерали — халькопірит, халькозин, ковелін, борніт, малахіт, азурит. Вміст Cu 0,74 %. Гідротермальне жильне родов. Ель-Кобре залягає серед конґломератів і вулканітів формації Матагальпа. Мідна мінералізація представлена малахітом, азуритом. Вміст Cu 1,12-6,2 %, Pb і Zn 0,1-0,4 %, Ag до 2,6 г/т.
Поліметали. У Н. відоме велике родов. свинцево-цинкових руд — Коко-Міна. Штокверкове зруденіння в андезитах палеокальдери еоцен-міоцену знаходиться серед теригенно-карбонатних відкладів формації Метапан. Осн. рудний мінерал — сфалерит. На родов. розвинений «залізний капелюх» потужністю 30 м, збагачений благородними металами. Запаси руди бл. 12 млн т, сер. вміст Zn 3 %, Pb 0,5 %, Cu 0,5 %, Au 1,5 г/т. Ag 11 г/т. Значні запаси свинцево-цинкових руд укладені в комплексних золото-поліметалічних кварцово-жильних родов. району Бонанса (сумарний вміст Pb і Zn 3,6-12 %). Руди містять кадмій (бл. 0,3 %). Родов. Нуева-Америка представлено зоною кварцювання і сульфідизації потужністю до 10 м в брекчіях андезитів формації Матагальпа (сумарний зміст Pb і Zn 6-8 %).
Вияви ртуті є в районі родов. Санта-Роса. Старателі використовують її при амальґамації золотих руд.
Будівельні матеріали. У Н. є великі запаси нерудних буд. матеріалів: вулканічних порід і вапняків. Відомі родов. гіпсу, бентонітових глин, мармуру.
Малахіт зустрічається у зоні окиснення мідних родов. (Росіта, Ельдорадо).